# Luis Fernando Ochoa Zuluaga
Luis Fernando Ochoa Zuluaga (nacido el 25 de noviembre de 1970 en Medellín Colombia) es un Odontólogo de profesión, especializado en Gerencia en Seguridad Social y Proyectos en Salud de la Universidad Cooperativa de Colombia. 
Actualmente es integrante de la Comisión Séptima de la Cámara de Representantes, espacio legislativo desde donde se trabaja en temas de Salud y Seguridad Social.

## Biografía
Luis Fernando Ochoa Zuluaga Nacido el 25 de noviembre de 1970 en Medellín Colombia Odontólogo, especializado en Gerencia en Seguridad Social y Proyectos en Salud de la Universidad Cooperativa de Colombia. 
Cursó Diplomados en Alta Gerencia en la Universidad de la Amazonía, Habilidades Gerenciales de la Universidad de la Amazonía y Perspectiva de la Seguridad Social Iberoamericana, en la ciudad de Madrid España.
Presto sus servicios profesionales al Hospital Pio XII, Ubicado hoy en el Municipio de Colón, tras su paso por esta prestigiosa institución se creó la Unidad Médica ODONTOMEDICA VALLE SALUD I.P.S, sus ideales inmutables y su intenso sentido de responsabilidad lo llevaron a ocupar los cargos de Gerente de Servicios Médicos y Gerente de Afiliación en Selvasalud, Gerente Regional de UNIMEC E.P.S. para el Departamento del Putumayo y durante Ocho Años y Medio se desempeñó como Director Administrativo de la Caja de Compensación Familiar del Putumayo – COMFAMILIAR, cargo que ocupó hasta el 5 de marzo de 2009.
Durante su Dirección frente a la Caja de Compensación Familiar del Putumayo – COMFAMILIAR realizó un arduo trabajo por las comunidades de su Departamento, como fue la entrega de 2110 subsidios de vivienda de interés social; gestionados con recursos propios de la Caja y del Estado y entregados a familias afiliadas a la Caja y desplazadas, entrega de Subsidio al Desempleado, Créditos Sociales y Fortalecimiento al Deporte, la Recreación y la Cultura.

## Cámara de Representantes
Actualmente es integrante de la Comisión Séptima de la Cámara de Representantes, espacio legislativo desde donde se trabaja en temas de Salud, Seguridad Social, Organizaciones Comunitarias, Vivienda, Economía Solidaria, Asuntos de la Mujer y la Familia, Deporte, Recreación, el Estatuto del Servidor Público y Trabajador Particular, Régimen Salarial y Prestacional del Servidor Público, Organizaciones Sindicales, Sociedades de Auxilio Mutuo, Cajas de Previsión Social, Fondos de Prestaciones, Carrera Administrativa, Servicio Civil; de igual forma hace parte de la Comisión Legal de Derechos Humanos y Audiencias.

## Reconocimientos
Su labor ha sido reconocida desde el sector privado, por su compromiso y responsabilidad frente a las instituciones donde ha laborado, es por ello que en el año 2005 fue condecorado por la Asamblea Departamental por su desempeño en el Servicio Social para la Región, en el año 2006 fue Galardonado como el Mejor Empresario del Departamento; premio otorgado por el Periódico el Nuevo Putumayo, en el 2007 fue galardonado como el Mejor Ejecutivo del Año del Putumayo y durante el Año 2008 la Gobernación del Putumayo le otorgó la Condecoración Cándido Leguizamo, en la Categoría Gran Héroe, máxima distinción Departamental.